# Вартість екологічного збитку
Вартість екологічного збитку. Зазвичай виділяють три категорії економічних і соціальних втрат екологічного збитку: втрати людського капіталу, пов'язані зі здоров'ям (наслідки екологічного збитку для здоров'я — підвищення захворюваності, передчасна смерть тощо), втрати в продуктивності природних систем і продуктивності фізичного капіталу (зниження продуктивності природних ресурсів та фізичного капіталу, порушення в наданні «екологічних послуг», втрата якості і комфортності навколишнього середовища (прозоре повітря, чисте озеро, стиглий ліс, чисті і безпечні для проживання міські райони і т. д.).